# 기즐란 셰바크
기즐란 셰바크(스페인어: Ghizlane Chebbak, 1990년 8월 22일~)는 현재 스페인 리가 F의 레반테 바달로나에서 공격수로 활동 중인 모로코의 여자 축구 선수로 모로코 여자 대표팀의 주장이자 모로코 여자 대표팀 역대 국제 A매치 최다 출전자이며 1970년대 모로코 남자 대표팀에서 활약한 레전드 미드필더 라르비 셰바크의 딸이기도 하다.

## 구단 경력
2012년 AS FAR 여자팀에 입단했으며, 해마다 리그와 FA컵 그리고 2022년 챔피언스리그 우승을 이끌었다.

## 국가대표팀 경력
2007년부터 국가대표 경력을 시작했으며, 2022년 모로코를 여자 네이션스컵 준우승에 공헌하였으며, 2023년 FIFA 여자 월드컵 본선에 처음으로 진출시켰다. 2023년 FIFA 여자 월드컵 대표팀 주장을 맡았다. 
2023년 FIFA 여자 월드컵에서도 처음 출전에 16강에 진출시켰다.

## 수상

### 클럽
- 모로코 여자 리그 우승 (2013년, 2014년, 2016년, 2017년, 2018년·, 2019년, 2020년, 2021년, 2022년, 2023년)
- 모로코 여자 FA컵 대회 우승 (2013년, 2014년, 2015년, 2016년, 2017년, 2018년, 2019년, 2020년, 2021년)
- 아프리카 여자 챔피언스리그 우승 (2022년)

### 국가대표팀
모로코 여자
- 아프리카 여자 네이션스컵 : 준우승 (2022년)

### 개인
- 2022 아프리카 여자 네이션스컵 MVP
- 2022 아프리카 여자 네이션스컵 득점왕